# Parlati
I Parlati sono una frazione del comune di Recoaro Terme situata nell'alta Valle dell'Agno, poco a N della strada che porta al Rifugio Cesare Battisti alla Gazza del CAI sezione di Valdagno, sotto i contrafforti del massiccio del Monte Carega (Fumante, Obante, Plische), a 680 metri sul livello del mare.
L'abitato sorge a monte della confluenza tra l'Agno di Lora e il torrente Rotolon.
Nel centro dell'abitato trovasi la chiesa dedicata a San Francesco d'Assisi, sede parrocchiale.
Contrade limitrofe: Turcati, Facci, Maltaúre, Bàlpese, Piccoli (quest'ultima ora parte dei Parlati, ma ancora attestata individualmente in dominazione Austriaca).
Presso la contrada Turcati è sito il crossodromo di Recoaro Terme dove si tengono gare, anche a livello nazionale, di motocross.
Dal crossodromo, a monte lungo la valle si può ammirare l'impluvio del Rotolon, con le sue frane antiche e recenti.

## Storia
Tutta l'alta Valle dell'Agno è stata luogo di insediamento, fin dal medioevo (probabilmente dal XI e XII secolo), di genti di lingua tedesca, usualmente chiamati cimbri (da non confondere con l'omonimo popolo sconfitto dai romani alla fine del II secolo a.C.).
Gl'insediamenti di popolazioni di lingua tedesca nell'alta Valle dell'Agno e nella Val Leogra costituivano quel raccordo tra i maggiori insediamenti come quelli nei Sette Comuni dell'Altopiano di Asiago e dei 13 comuni cimbri della Lessinia. 
Molto interessante l'etimologia di origine tedesca di alcune località che si trovano nell'alta valle, oltre l'abitato dei Parlati, raggiungibili per strade forestali dal crossodromo, come Torbise, Stúmpese, Angarte, Nizzegarte, Lorpódo, Plasche, Sleghe (curiosità e analogia, Sleghe è il nome cimbro di Asiago).
Seppure detti popolari facciano derivare il nome della contrada Maltaúre da un insediamento di genti di Malta, è più probabile che il nome derivi dall'antico tedesco, con la stessa radice linguistica del nome della località di Merendaóre, nell'altro versante della Cima della Tomba, lungo la strada che sale a Campogrosso.
La presenza di popolazioni di origine tedesca è ben documentata con le ripetute richieste dei parrocchiani di Rovegliana, prima parrocchia della zona, nel richiedere preti che parlassero la loro lingua; riferimenti si possono trovare negli studi di Giovanni Mantese sulla storia della chiesa vicentina. 
Interessante testimonianza di arte popolare e votiva delle genti di lingua tedesca che abitavano la zona è la tavoletta detta "La Cimbra", che raffigura una persona con mani congiunte in preghiera, che si può vedere percorrendo la Val di Creme, valle che si può imboccare poche decine di metri prima di arrivare all'abitato di Parlati, e che sale con mulattiera verso le Montagnole. Foto della tavoletta votiva è presente nel calendario 2008 della sezione di Valdagno del CAI, mese di Luglio.
Nel 1890 gli abitanti, considerata la distanza dal capoluogo, chiedono l'erezione di una chiesa. Il lavoro di costruzione inizierà nel 1895 e si concluderà nel 1905. Solo nel 1955 la chiesa ottiene un proprio rettore, e successivamente nel 1961 verrà eretta a parrocchia autonoma, scorporandone il territorio dalla matrice di Recoaro.

## Toponimi
- Fumante: dal cimbro fum-bant = parete rocciosa, o sasso. Potrebbe però anche fare riferimento alla formazione diurna quasi quotidiana di nuvole che ne nascondono le cime, dovute alla brezza di valle che ne risale le pareti.
- Lorpodo: interpretato come campo della lora.
- Maltaure: come la località Merendaore luogo dove i montanari si fermavano a fare colazione o a pascolare le greggi.
- Brandaore: toponimo antico di Merendaore contrada a nord-ovest di Recoaro, da brand + auar= “terreno bruciato” che richiama l'uso germanico di dissodare le terre bruciando le radici delle piante per fertilizzare il terreno. Ci sono tuttora in Germania toponimi e cognomi Brandaur.
- Nizzegarte: col significato di giardino delle noci.
- Parlati: declivio, pendio dell'orso, da bär (orso) e laite (pendio, declivio, riva).
- Rotolon: dal cimbro ròat (rosso) e lüa (frana), cioè frana rossa, il monte che sovrasta i Parlati famoso per la sua ininterrotta frana rossa. Potrebbe però anche fare riferimento al frequente rotolare di pietre e detriti lungo il franosissimo vallone del torrente omonimo.
- Sleghe: col significato di "taglio del bosco".
- Torbise: da un originario cimbro "tor-bisa" o "ter-bisa", da "ter"=porta e "bisa"=prato ovvero attraverso il prato oppure prato/porta del valico.

## Escursioni
- Dall'abitato, o più oltre dal crossodromo, si può salire a piedi per varie strade forestali, che talvolta lambiscono graziose baite singole o a gruppi, fino a raggiungere Malga Lorpodo (m 1105 s.l.m.). Malga Lorpodo è l'edificio più a monte della zona, posto al limite di una vasta radura che in parte scende scoscesa alle baite sottostanti, da cui si può ammirare un bel panorama della valle e degli abitati sottostanti. Presso la malga passa il sentiero che dal Rifugio Cesare Battisti alla Gazza, passando sotto le Guglie del Fumante e guadando il torrente Rotolon, si porta verso località La Guardia o, per variante, sale a Campogrosso (segnavia CAI 143, già 33). Il guado del Rotolon è spettacolare perché proprio a valle della frana. Interessanti i colori della formazione franosa.
- Dall'abitato si scende a piedi fino al ponte che lo precede sulla strada che sale da Recoaro; passato il ponte si sale sul versante opposto (sud) per strada sterrata, in parte con fondo in cemento, lungo la val di Creme. Quando la strada abbandona il fondovalle si sale presso una prima radura con alcune baite. La strada prosegue in costa alla valle, di baita in baita. Presso la penultima baita si può ammirare sulla facciata, incastonata sopra la porta, la formella in pietra detta La Cimbra, che i locali considerano rappresenti una Madonna in preghiera. Oltre la baita successiva, l'ultima, la strada finisce e si prosegue con sentiero poco praticato, all'inizio pendente e con fondo dissestato, successivamente, dopo il passaggio di un crinale, più dolce fino a sbucare presso la strada che porta a una cava. Proseguendo verso monte lungo la strada per poche centinaia di metri si incrocia la strada del socco; salendo si arriva a malga Pace, incrociando la strada e poi sentiero cosiddetto delle Montagnole, che da Recoaro Mille porta alla Gazza; scendendo si ritorna sulla strada comunale che da Recoaro sale sempre alla Gazza.

## In bicicletta
La salita ai Parlati in bici può essere effettuata dal centro di Recoaro Terme sia per la strada che sale alla Gazza per le contrade Asnicar, Cornale, Storti e Pace sia per quella che sale a Campogrosso, dove presso la contrada Frizzi di Sotto si svolta per contrada Luna e si sale dalla sinistra orografica. Entrambe le vie sono asfaltate.
Si può arrivare anche in mountain bike:
- da Recoaro Mille, attraversando le Montagnole, presso malga Pace si imbocca la strada "del socco" che scende presso la strada della Gazza in vicinanza della centrale Marzotto;

- da Recoaro Mille, attraversando le Montagnole, raggiungendo il rifugio Cesare Battisti alla Gazza e scendendo per la strada asfaltata;

- dal passo di Campogrosso, scendendo in parte per la strada asfaltata, poi in località Mezzo Cason, per strada sterrata che conduce alla contrada Maltaúre.

- da Staro o Malunga (frazioni di Valli del Pasubio), scendendo in parte per strada sterrata fino a raggiungere la strada per il Passo di Campogrosso, poi in località Mezzo Cason, per strada sterrata che conduce alla contrada Maltaúre.